# صدرات چای
صدرات چای در شهرستان شوشتر، دهستان میان آب، روستای عله واقع شده و این اثر در تاریخ ۵ آذر ۱۳۸۰ با شمارهٔ ثبت ۴۲۱۱ به‌عنوان یکی از آثار ملی ایران به ثبت رسیده است.